# Iron River, Michigan
Iron River är en ort i Iron County, Michigan, USA.